# モウリアートワークススタジオ
モウリアートワークススタジオ株式会社（英: Mouri Artworks Studio Inc.）は、ポストプロダクション業務および音楽制作業務を行う日本の企業。

## 概要
1960年代から中目黒に所在する録音スタジオ「モウリスタジオ」を前身とする。創設者は徳山藩毛利家13代目当主・毛利就擧。
1992年（平成4年）、近所に場所を移転し新規法人で再スタートする。現在も徳山藩毛利家が経営している。
2階の音楽スタジオは、サム豊島による音響設計で、創業当時より、多く有名アーティストのヒット曲をレコーディングしている。　
3階にポストプロダクションスタジオを併設し、TVコマーシャル等の編集を多く手がけている。

## 所在地
- 〒153-0063
- 東京都目黒区目黒3-3-18

## 主な実績
ポップ
ロック
- はっびいえんど

ジャズ

映画
テレビドラマ
ミュージックビデオ
TVCM